# Polizeibegriff in Deutschland
Der Begriff der Polizei wird in Deutschland nicht einheitlich verwendet. Dies ist Resultat der geschichtlichen Entwicklung und der daraus folgenden Trennung der Aufgaben der deutschen Polizei.

## Der Polizeibegriff im geschichtlichen Wandel
Der Begriff der Polizei unterlag im Lauf der Geschichte erheblichen Wandlungen.

### Herleitung des Begriffs „Polizei“
Der Begriff „Polizei“ hat seinen Ursprung im Griechischen. Nach einer Ansicht bezeichnete der damals verwendete Begriff „politeia“ die Verfassung des Stadtstaates und legte den Status der dort lebenden Menschen fest. Nach anderer Meinung liegt der Ursprung des Wortes „Polizei“ eher in dem Begriff „polizeia“ in der von Homer verfassten Ilias und bezieht sich auf eine gemeinschaftliche Tätigkeit: „miteinander eine Mauer bauen“.
Der Begriff „politeia“ wurde von den Römern in ihren Sprachgebrauch übernommen. Politeia beschrieb dabei das städtische Gemeinwesen und die Bürgerschaft als Realität im Gegensatz zur res publica, die als Rechtsordnung dieser Gemeinschaft den anzustrebenden gesellschaftlichen Zustand beschrieb. Die im Lateinischen verwendeten Begriffe „politia“ und „ius politiae“ sind schließlich im germanischen Sprachraum nahezu identisch erhalten geblieben.
Zur Römerzeit gab es ferner die Benefiziarier. Die Benefiziarier (auch Beneficiarier; lat. beneficiarius von lat. beneficium, dt. „Vorteil, Wohltat“) waren Principales (Unteroffiziere) im Römischen Reich, die polizeiähnliche Aufgaben ausübten. Sie dienten entweder in einer Legion als Sekretäre im Stab des Statthalters oder waren auf Stationen in den Provinzen abkommandiert.
Im Jahr 1451 tauchte der Begriff „Policey“ zum ersten Mal in einer Bestätigung der Wiener Handwerksordnung für die Schlosser, Uhr- und Büchsenmacher durch Kaiser Friedrich III. („damit under unsern handtwerchern guete mantzucht und policey erhalten werde“) auf. Nachfolgend findet sich der Begriff immer wieder in Normtexten. Im 16. Jahrhundert wurden sogar eigene Reichspolizeiordnungen von 1530, 1548 und 1577 erlassen, die große Vorbildwirkung auf territoriale Polizeiordnungen hatten. Die „gute Polizey“ umschrieb darin einen Zustand guter Ordnung des Gemeinwesens sowie der allgemeinen Wohlfahrt und umfasste mit dem weiten Bereich des rechtlich geordneten Zusammenlebens quasi die gesamte Rechtsordnung, ohne einen Unterschied zwischen öffentlichem und privatem Recht zu machen.

### Das Zeitalter des Absolutismus (17./18. Jahrhundert)
Ein Wandel des Polizeibegriffs setzte im 17. Jahrhundert im Zeitalter des Absolutismus ein. Die Polizeigewalt (ius politiae) wurde als gesamte, im Inneren des Staates ausgeübte Staatsgewalt in der Person des jeweiligen Territorialfürsten vereinigt und erwuchs damit als Sinnbild der innenpolitischen Machtausübung zum wichtigsten Bestandteil der einheitlichen absoluten Staatsgewalt. Von der lediglich beschreibenden Art der „guten Polizey“ und damit verbundener Regelungen aus der vorabsolutistischen Zeit erweiterte sich der Polizeibegriff nunmehr zur umfassenden hoheitlichen Befugnis für die gesamte innere staatliche Verwaltung einschließlich Rechtsetzung und Rechtsprechung.
Ein System der Gewaltenteilung war im absolutistischen Staat gerade nicht vorhanden. Auch gab es keine wirksame Kontrolle gegen polizeiliche Maßnahmen, da die Ausübung der Polizeigewalt den Gerichten durch die Einführung der sog. Kammerjustiz entzogen wurde. Diese hatte jedoch keine den Gerichten vergleichbare Funktion, sondern unterstand als eine in die staatliche Verwaltung integrierte Behörde dem absoluten Monarchen. Der Polizeibegriff der damaligen Epoche wäre nach heutiger Einordnung dem Staats- und Verfassungsrecht und nicht dem Verwaltungsrecht zuzuordnen.
Die zeitgenössische Wissenschaft bemühte sich, für diesen Zustand positive Bezeichnungen zu erfinden, welche eine Rechtfertigung derartiger Machtbefugnisse ermöglichen sollte. Die Staatstheorie sprach deshalb von zwei staatlichen Aufgaben, die materiell im Polizeibegriff zusammengefasst seien: die Gewährleistung von Sicherheit und die Förderung der öffentlichen Wohlfahrt.
Wichtig ist in diesem Kontext, das damalige Verständnis von Wohlfahrt von heutigen sozialpolitischen Zielsetzungen zu unterscheiden: Als „Beförderung der allgemeinen Wohlfahrt“ oder auch „der allgemeinen Glückseligkeit“ wurde das monarchische Recht betrachtet, den Untertanen ihr Handeln im politischen Leben wie auch in ihrer wirtschaftlichen und gewerblichen Betätigung sowie in den Bereichen von Sitte und Moral zu gebieten. Der Wohlfahrtsstaat bzw. Polizeistaat bedeutet Ausübung von Staatsgewalt im Inneren ohne Bindung an Verfassung, parlamentarische Gesetzgebung und Gewaltenteilung, ohne Rücksicht auf private und bürgerliche Rechte und Freiheiten und ohne gerichtlichen Rechtsschutz.

### Das Zeitalter der Aufklärung

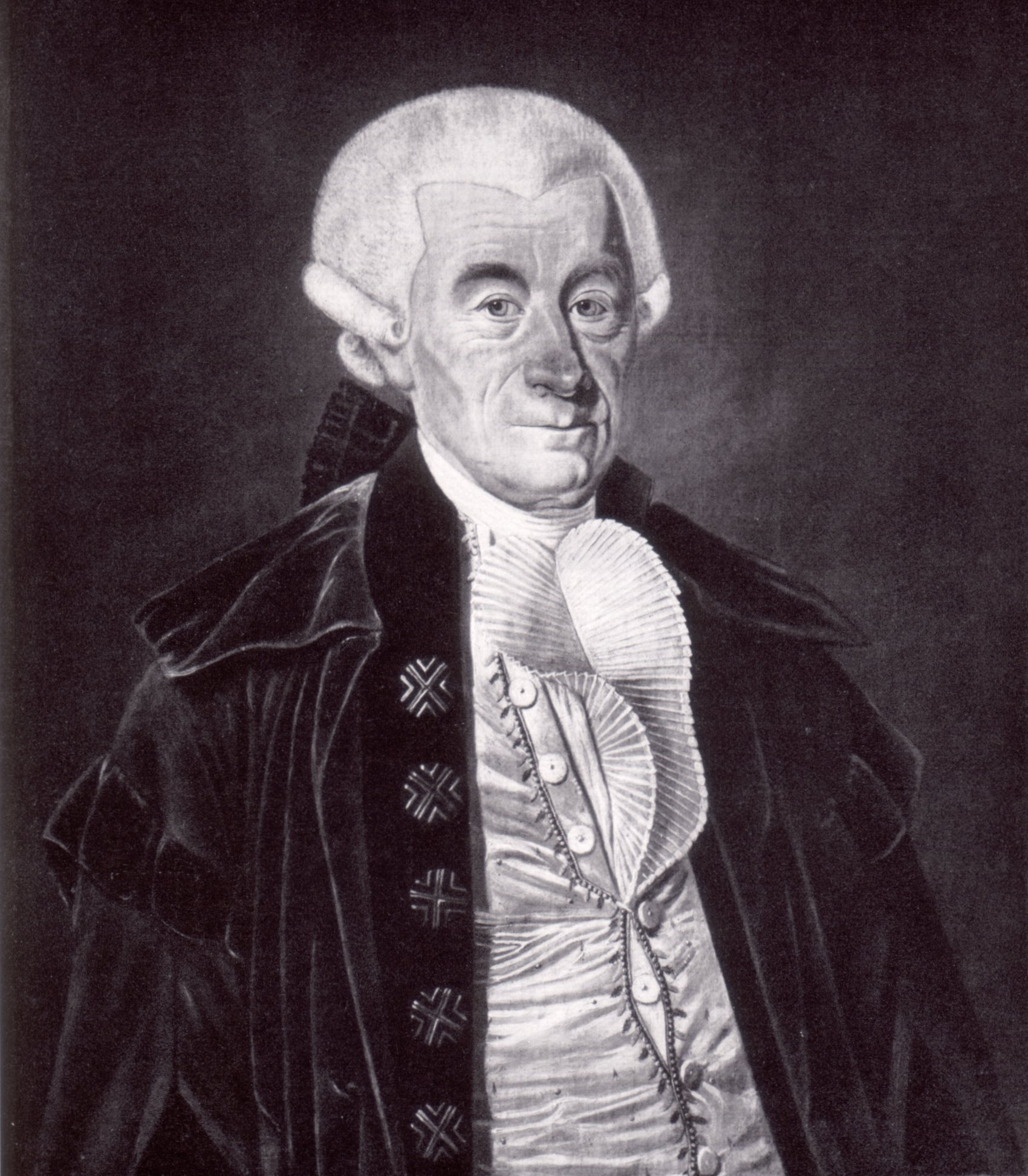
Johann Stephan Pütter (Gemälde von Carl Lafontaine)

Von diesem Verständnis öffentlicher Wohlfahrt her muss auch das Bestreben der Aufklärung gesehen werden, die staatlichen Befugnisse gegenüber dem mündigen „aufgeklärten“ Bürger zu beschränken und die Wohlfahrtspflege aus dem materiellen Polizeirecht zu eliminieren. Dem bezeichnenden Satz des konservativen Rechtsphilosophen Christian Wolff, der Polizeistaat finde seine Existenzberechtigung in dem „beschränkten Untertanenverstand“, der sein „Recht und Glück nicht erkennen“ könne, setzte der Göttinger Staatsrechtler Johann Stephan Pütter 1770 entgegen, dass der Bürger nicht „zu seinem Glück gezwungen“ werden dürfe. Die Sorge um die Förderung der Wohlfahrt sei nicht die eigentliche Aufgabe der Polizei, sondern die Sorge für die Abwendung bevorstehender Gefahren. Mit dieser revolutionären Meinung Pütters war zum ersten Mal die auch heute noch geltende Beschreibung des Inhalts polizeilicher Aufgabenerfüllung, die Gefahrenabwehr, wissenschaftlich und öffentlich postuliert.
Die Ideen Pütters, welche im Übrigen auch von Immanuel Kant und Wilhelm von Humboldt unterstützt wurden, hatten großen Einfluss auf den Staatsrechtler Carl Gottlieb Svarez. In einem 1791 gehaltenen Vortrag führte dieser aus, dass der Staat „zu Einschränkungen, welche zur Abwehr gemeiner Störungen und Gefahren abzielen, […] ein stärkeres Recht [hat], als zu solchen, wodurch bloß der Wohlstand, die Bequemlichkeit, die Schönheit oder andre dergleichen Nebenvorteile für das Ganze befördert werden sollen.“ Diese aufklärerische eingrenzende Auffassung des Polizeibegriffs wurde in das von Svarez geschaffene Allgemeine Landrecht für die preußischen Staaten von 1794 (ALR) übernommen:

„Die nöthigen Anstalten zur Erhaltung der öffentlichen Ruhe, Sicherheit und Ordnung und zur Abwendung der dem Publiko oder einzelnen Mitgliedern desselben bevorstehenden Gefahren zu treffen, ist das Amt der Polizei.“

Die Programmatik dieser Norm blieb jedoch unerfüllt. Zum einen enthielt das Preußische ALR Bestimmungen, welche wohlfahrtsstaatliche Aufgaben der Polizei statuierten. Zum anderen fand im Zuge der politischen Reaktion auf die Ideen der französischen Revolution eine wirkliche Selbstbeschränkung des absolutistischen Staates auf die ihm gesetzlich zugewiesenen Aufgaben nicht statt. Um die nach wie vor praktizierten weitgehenden Eingriffe auch formaljuristisch abzusichern, hatten bereits 1795 und 1797 verschiedene Anweisungen für die Ministerien und nachgeordnete Behörden den im ALR kodifizierten Inhalt der polizeilichen Aufgabe wieder erweitert, so dass der neue Polizeibegriff der Aufklärung zunächst keinerlei praktische Auswirkungen für den Bürger hatte.
Beispielsweise hieß es in § 3 der preußischen Verordnung über die verbesserte Einrichtung der Provinzial-, Polizei- und Finanzbehörden von 1808, dass die Polizei „so berechtigt als verpflichtet [ist], nicht allein allem vorzubeugen und solches zu entfernen, was dem Staate oder seinen Bürgern Gefahr oder Nachteil bringen kann, mithin die nötigen Anstalten zur Erhaltung der öffentliche Ruhe, Sicherheit und Ordnung zu treffen, sondern auch dafür zu sorgen, dass das allgemeine Wohl befördert und erhöht werde.“ Die Restauration kennzeichnete nach 1815 wie das Staatsleben insgesamt auch das Wirken der Polizei, noch in den amtlichen Erläuterungen zum Entwurf des Gesetzes über die Polizeiverwaltung von 1850 wurde „das Gebiet der Polizei [als] überhaupt ein fast unbegrenztes“ bezeichnet.

### Die Entwicklung des liberalen Rechtsstaats am Beispiel Preußens
Der in Preußen zwar formal veränderte, inhaltlich aber in vollem Umfang weiter bestehende Polizeistaat erfuhr wirkliche Änderungen erst in der Zeit nach der Revolution von 1848/1849, und auch hier setzten sich wirksame Einschränkungen erst nach und nach durch, da trotz teilweise anderslautender liberaler Gesetze die bürokratische Praxis einer umfassend verstandenen Zuständigkeit weitgehend unverändert fortbestand. Während in den süddeutschen Staaten mit der Kodifikation von Polizeistrafgesetzbüchern die Polizeigewalt eingeschränkt und der überkommene Polizeibegriff verengt wurde, blieb der preußische Gesetzgeber zunächst untätig. Den Wendepunkt markierte das „Kreuzberg-Urteil“ (Kreuzbergerkenntnis) des Preußischen Oberverwaltungsgerichts aus dem Jahre 1882. Das Urteil stellte den Ausgangspunkt für die Entwicklung und Durchsetzung rechtsstaatlicher Polizeirechtsgrundsätze dar, wie sie später auch im Preußischen Polizeiverwaltungsgesetz von 1931 ihren Niederschlag gefunden haben.
Das Preußische Oberverwaltungsgericht hatte im „Kreuzberg-Urteil“ dem längst totgesagten, aber formal noch in Kraft befindlichen § 10 II 17 ALR zur erstmaligen Wirksamkeit verholfen. In dieser Entscheidung forderte das Gericht einen Gesetzesvorbehalt für alle hoheitlich getroffenen Anordnungen, indem es § 10 II 17 ALR als umfassende, aber auch abschließende Regelung hinsichtlich polizeilicher Eingriffe ansah. Die von dem betroffenen Bürger angefochtene Entscheidung der Berliner Baubehörde, eine Baugenehmigung zu versagen, weil eine Verunstaltung der Aussicht auf das Kreuzberger Kriegerdenkmal befürchtet wurde, konnte nicht auf § 10 II 17 ALR gestützt werden. Da die Entscheidung der Behörde aber nicht der Gefahrenabwehr, sondern der Wohlfahrtspflege diente und auch keine spezialgesetzliche Grundlage vorhanden war, erklärte das Gericht sie für rechtswidrig.
Damit war die grundsätzliche Begrenzung des polizeilichen Aufgabenkreises auf die Gefahrenabwehr erstmals höchstrichterlich anerkannt und klargestellt, dass es für polizeiliche Eingriffe in Freiheit und Eigentum eines förmlichen Gesetzes bedurfte (Gesetzesvorbehalt). Allerdings legte sich das Gericht nicht fest, welche rechtlichen Bereiche unter den Begriff der Gefahrenabwehr fallen und durch Spezialgesetze geregelt werden können. Die Beantwortung dieser Frage betrachtete es als Aufgabe des Gesetzgebers. Der preußische Gesetzgeber hat in der Folge auch sehr extensiven Gebrauch von der Möglichkeit gemacht, Gefahrenabwehr bei speziellen Rechtsmaterien zu regeln.
Für die Weimarer Republik war es eine Selbstverständlichkeit, den liberal-rechtsstaatlichen Polizeibegriff der Gefahrenabwehr zu übernehmen. Die Weimarer Verfassung bestimmte den „Schutz der öffentlichen Sicherheit und Ordnung“ sogar zu einer Materie des Reichsrechts (Art. 9 Nr. 2 WRV). Da das Reich von dieser Möglichkeit der konkurrierenden Gesetzgebung (früher: Bedarfsgesetzgebung) keinen Gebrauch machte, verblieben die wesentlichen Bereiche der Gefahrenabwehr aber weiterhin Landesrecht.
Eine wichtige Station in der Entwicklung des modernen Polizeirechts war das Preußische Polizeiverwaltungsgesetz (PVG) von 1931. § 14 I PVG enthielt eine Generalklausel, die in der Tradition des Kreuzberg-Urteils sowie von § 10 II 17 ALR stand und zugleich Vorbild für alle späteren Generalklauseln geworden ist: „Die Polizeibehörden haben im Rahmen der geltenden Gesetze die nach pflichtgemäßem Ermessen notwendigen Maßnahmen zu treffen, um von der Allgemeinheit oder dem Einzelnen Gefahren abzuwehren, durch die die öffentliche Sicherheit oder Ordnung bedroht wird.“ In den Bestimmungen des PVG von 1931 hat das Polizeirecht seine klassische Gestalt gewonnen, in der es später auf die Bundesrepublik erheblichen Einfluss ausüben sollte.

### Die Zeit des Nationalsozialismus
Die nationalsozialistische „Machtergreifung“ im Januar 1933 markierte eine einschneidende Zäsur; Recht und Organisation der Polizei erlebten einen tiefgreifenden Wandel. Zwar blieb das überlieferte Polizeirecht formaliter bestehen. Aber die polizeiliche Generalklausel (§ 14 Pr. PVG) wurde durch Lehre und Rechtsprechung vielfach ideologisch umgedeutet, so dass sich der exekutive Handlungsspielraum erheblich erweiterte. Dabei wurde insbesondere das unbestimmte Schutzgut „öffentliche Ordnung“ für antiliberale Zielsetzungen missbraucht. Die Folge war eine „Verpolizeilichung“ von immer mehr Lebensbereichen.
Der nationalsozialistische Zugriff auf die Polizeiorganisation hatte zum Ziel, ein schlagkräftiges Instrument zur Sicherung der Diktatur zu schaffen. Schritt für Schritt büßten die Länder ihre Polizeihoheit ein. Im Zuge der „Gleichschaltung der Länder“ ging die Polizeihoheit im Jahr 1934 auf das Reich über. Es gelang Reichsinnenminister Wilhelm Frick in den Anfangsjahren der Diktatur allerdings nur teilweise, die faktische Befehlsgewalt über die Länderpolizeien zu erlangen. Schon frühzeitig nahm die Politische Polizei eine Sonderrolle ein. In Preußen wurde sie bereits 1933 als Geheime Staatspolizei (Gestapo) aus dem Kontext der inneren Verwaltung herausgelöst und zielstrebig zum zentralen Staatsschutzorgan der nationalsozialistischen Machthaber ausgebaut.
Die Gestapo steuerte die Verfolgung politischer Gegner und stützte ihre weitreichenden Maßnahmen („Schutzhaft“) von Anfang an auf die sogenannte Reichstagsbrandverordnung vom Februar 1933. Sie beanspruchte für sich ein „justizfreies“ Betätigungsfeld. In einem Urteil des Preußischen Oberverwaltungsgerichts vom 2. Mai 1935 wurde gerichtlicher Rechtsschutz gegen staatspolizeiliche Maßnahmen versagt. Damit bildete die Gestapo den Kristallisationspunkt eines völlig neuartigen Polizeibegriffs, der losgelöst von den überlieferten Polizeigesetzen den politischen Leitlinien der Regimeführung folgte und einer „totalen“ Polizeigewalt den Weg bahnte.
Bedeutendster Markstein in der organisatorischen Umwälzung der Polizei war die Ernennung Heinrich Himmlers zum Reichsführer SS und Chef der Deutschen Polizei im Jahr 1936. Zwar unterstand Himmler nominell noch dem Reichsinnenminister. Faktisch wurde die Polizei aber immer stärker in die Einflusssphäre der Schutzstaffel (SS) der NSDAP einbezogen und von den bürokratischen Bindungen des „traditionellen“ Staatsapparates suspendiert. Dieser Prozess der „Entstaatlichung“ ging Hand in Hand mit der fortschreitenden Zentralisierung der Polizeigewalt, die in den 1936 geschaffenen Hauptämtern „Sicherheitspolizei“ und „Ordnungspolizei“ auf Reichsebene deutlich zum Ausdruck kam. Die organisatorischen Veränderungen hatten ihre Entsprechung in einer ausufernden polizeilichen Betätigung und Zunahme polizeilicher Machtfülle.

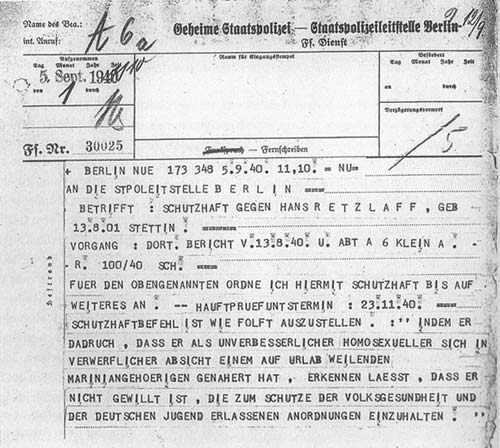
Schutzhaftanordnung der Gestapo gegen einen „Unverbesserlichen Homosexuellen“

In den Mittelpunkt des nationalsozialistischen Polizeibegriffs rückte der „Schutz der deutschen Volksgemeinschaft“, was dazu führte, dass die Gestapo, aber auch die Kriminalpolizei immer mehr präventivpolizeiliche Kompetenzen an sich zogen. Reinhard Heydrich, der Chef der Sicherheitspolizei und des SD, führte hierzu 1938 aus, dass die Polizei und insbesondere die Gestapo – unabhängig von der Tätigkeit der Gerichte – in eigener Zuständigkeit mit allen Mitteln gegen Menschen vorgehe müsse, „von denen Angriffe gegen die Volksordnung und gegen die Staatssicherheit zu erwarten sind, … durch Verwarnungen, durch Beschlagnahme von Gegenständen, durch Auflagen, durch Einschränkungen der persönlichen Freiheit, deren äußerste Form die Schutzhaft ist.“ Der Machtzuwachs der Polizei ging zu Lasten der Strafjustiz. Polizeiliche Zwangsinstrumente wie die „Schutzhaft“ und „Polizeiliche Vorbeugehaft“ dienten dazu, unliebsame Gerichtsentscheidungen auszuhebeln. Damit befreite sich die Polizei weitgehend von rechtsstaatlichen Bindungen und wurde zu einem „dynamischen“ Exekutivorgan des nationalsozialistischen Terrorregimes.
Neben der Sicherheitspolizei, aus der durch Zusammenlegung mit dem Sicherheitsdienst des Reichsführers SS am 1. Oktober 1939 das Reichssicherheitshauptamt entstand, existierte gleichzeitig der Reichssicherheitsdienst, der für den Personenschutz Adolf Hitlers und später auch anderer hochrangiger NS-Vertreter zuständig war. Zudem kam es mit dem Befehlshaber der Sicherheitspolizei, dem mehrere Kommandeure der Sicherheitspolizei unterstellt waren, dem Inspekteur der Sicherheitspolizei und dem Chef der Sicherheitspolizei zu einer verwirrenden Vielfalt von Amtsbezeichnungen.

### Besatzungs- und unmittelbare Nachkriegszeit
Im Februar 1945 trafen die Alliierten auf der Konferenz von Jalta die Entscheidungen, welche das Bild der Polizeistruktur bis heute entscheidend prägen. Dabei stand zunächst im Vordergrund, den Sicherheitsapparat durch eine Entnazifizierung, Dezentralisierung und Entmilitarisierung zu „entmachten“. Die Westmächte setzten in den Nachkriegsjahren schließlich darauf, eine an demokratischen Leitbildern orientierte Polizeistruktur aufzubauen und die Polizeibefugnisse weitgehend auf Vollzugsaufgaben zu begrenzen.
Die einschneidendsten Veränderungen fanden in der britischen Besatzungszone statt. Die Polizei wurde nach Art. 1 MilReg VO Nr. 135 als nichtmilitärische Einrichtung angesehen, deren hauptsächliche Aufgaben der Schutz von Leben und Eigentum, die Aufrechterhaltung von Gesetz und Ordnung, die Verhütung und Aufklärung von Straftaten und die Überlieferung der Verbrecher an die Gerichte zu sein hatten. Kennzeichnend für den Prozess der sog. „Entpolizeilichung“ waren eine Reduktion des polizeilichen Wirkungsbereiches und eine Ausgliederung der Verwaltungspolizei (Ordnungsverwaltung). Die Trennung von Polizei und Ordnungsverwaltung erfolgte in den westlichen Besatzungszonen allerdings mit unterschiedlicher Intensität und Zielrichtung. Im allgemeinen Polizeirecht knüpften nach Konstituierung der Bundesrepublik die westdeutschen Länder und West-Berlin wieder an die rechtsstaatliche Tradition vor 1933 an. Dabei orientierten sich die jungen Landespolizeigesetze auffällig am Preußischen PVG von 1931. Dessen „System der Generalklausel“ fand nunmehr auch im Polizeirecht der süddeutschen Länder Eingang.
Dagegen war in der Sowjetischen Besatzungszone (SBZ) der Prozess der „Entnazifizierung“ nicht der Auftakt für den Aufbau einer Polizeiverwaltung im rechtsstaatlichen Sinne. Vielmehr wurden unter dem Einfluss der sowjetischen Besatzungsorgane die Weichen für einen straff gelenkten Sicherheitsapparat gestellt, um eine kommunistische Parteidiktatur vorzubereiten und abzusichern. Sinnbild dafür war die Schaffung eines Staatssicherheitsdienstes (Stasi), der über weitreichende präventivpolizeiliche Zugriffsmöglichkeiten verfügte und gerichtlich nicht kontrollierbar war. Das allgemeine Polizeirecht der DDR orientierte sich formaliter zwar am Preußischen PVG von 1931. Die polizeiliche Generalklausel wurde jedoch ideologisch aufgeladen und auf den „Schutz der sozialistischen Staats- und Gesellschaftsordnung“ ausgerichtet (§ 1 Gesetz über die Aufgaben und Befugnisse der Deutschen Volkspolizei 1968). Damit stand den Polizeibehörden der DDR ein umfassender Raum für Eingriffsmöglichkeiten offen.

## Der Polizeibegriff in der heutigen Zeit
Der Begriff „Polizei“ kann in unterschiedlichen Ausprägungen bestimmt werden. Dabei ist eine Unterscheidung hinsichtlich des materiellen, formellen und institutionellen Polizeibegriffs angezeigt.

### Materieller Polizeibegriff
Der materielle Polizeibegriff beinhaltet die mit Zwangsgewalt verbundene Staatstätigkeit, die darauf abzielt, von der Allgemeinheit oder dem Einzelnen Gefahren abzuwehren, durch welche die öffentliche Sicherheit oder Ordnung bedroht wird (Gefahrenabwehr).
- Staatliche Tätigkeit zur Gefahrenabwehr, unabhängig von der Verwaltungsorganisation.[11]

### Institutioneller (organisatorischer) Polizeibegriff
Der Polizeibegriff im institutionellen oder organisatorischen Sinne orientiert sich an der Zugehörigkeit zu einer bestimmten Gruppe von Behörden, nämlich den Polizeibehörden. Dabei handelt es sich um die Stellen der öffentlichen Verwaltung, die dem Organisationsbereich der Polizei zuzurechnen sind. Dieser Bereich ist entsprechend der geschichtlichen Entwicklung in den einzelnen Ländern unterschiedlich ausgestaltet. Zu unterscheiden ist zwischen dem Trennsystem und dem Einheitssystem.
- Die dem Organisationsbereich der Polizei zuzurechnenden Verwaltungsbehörden.[11]

### Formeller Polizeibegriff
Der formelle Polizeibegriff beschreibt die staatlichen Funktionen, die von den Polizeibehörden ausgeübt werden. Unter dem formellen Aspekt wird damit das gefasst, was als Summe polizeilicher Aufgaben und Zuständigkeiten von den institutionell (organisatorisch) als Polizei bestimmten Stellen öffentlicher Verwaltung wahrgenommen wird.
- Alle Aufgaben, welche die Polizei im institutionellen Sinne wahrnimmt.[11]

## Das Verhältnis von Polizei- und Ordnungsbehörden
Bedeutung erlangen die verschiedenen Polizeibegriffe bei der Einordnung der Ordnungsbehörden. Diese werden nicht dem organisatorischen Bereich der Polizei zugeordnet, nehmen aber Polizeiaufgaben wahr. Eine Unterscheidung zwischen Polizei- und Ordnungsbehörden findet nur auf Länderebene statt (Organisationshoheit der Länder), das Bundesrecht geht immer vom materiellen Polizeibegriff aus.

### Die Trennung von Polizei- und Ordnungsverwaltung
Die Trennung von Polizei- und Ordnungsbehörden durch die Besatzungsmächte, welche dem Missbrauch polizeilicher Gewalt entgegenwirken sollte (Entpolizeilichung), wurde in den einzelnen Besatzungszonen und auch beim Erlass entsprechender Landesregelungen in den neuen Bundesländern unterschiedlich vollzogen und findet sich daher insgesamt in der heutigen Landesgesetzgebung in unterschiedlicher Ausprägung wieder – sie lassen sich jedoch in zwei strukturelle Systeme einteilen, das Einheits- und das Trennungssystem.

#### Trennungssystem
Im Trennungssystem gibt es eine institutionelle Unterscheidung der Polizeibehörden von den Ordnungsbehörden (Folge der Entpolizeilichung). Nur die Einheiten des Polizeivollzugsdienstes (bzw. der „Vollzugspolizei“) werden im Trennungssystem als „Polizei“ bezeichnet, auch wenn die Ordnungsbehörden materielle Polizeifunktionen wahrnehmen.
Für die Gefahrenabwehr ist grundsätzlich die Ordnungsbehörde zuständig. Dagegen ist die Zuständigkeit der Polizei auf Eilfälle, Amtshilfe, Vollzugshilfe und Sonderzuständigkeiten beschränkt.
Die Ordnungsbehörden werden in verschiedenen Ländern, die dem Trennungssystem folgen, unterschiedlich bezeichnet:
- „Ordnungsbehörde“ in Berlin, Brandenburg, Mecklenburg-Vorpommern, Nordrhein-Westfalen, Rheinland-Pfalz und Schleswig-Holstein;
- „Verwaltungsbehörden der Gefahrenabwehr“ in Hamburg und Niedersachsen;
- „Sicherheitsbehörde“ in Bayern und Sachsen-Anhalt;
- „Gefahrenabwehrbehörde“ in Hessen.
- Sachsen ist zwar mit seiner Polizeirechtsnovelle 2020 vom Einheits- zum Trennsystem gewechselt, verwendet aber weiterhin den Begriff der „Polizeibehörde“ für Verwaltungsbehörden, die Aufgaben der Gefahrenabwehr erfüllen.[13]

Fachämter (z. B. Gesundheitsamt, Bauaufsichtsbehörde) haben nicht nur eine allgemeine Verwaltungsfunktion, sondern treten auch als Ordnungsbehörden für ihren Sachbereich auf und sind dort somit für die Gefahrenabwehr zuständig.

#### Einheitssystem
Im Einheitssystem umfasst der Rechtsbegriff der „Polizei“ alle Behörden, die Aufgaben der Gefahrenabwehr wahrnehmen. Somit sind hier formeller und materieller Polizeibegriff identisch.
Die Polizei ist unterteilt in die Polizeibehörden (im Saarland: Polizeiverwaltungsbehörden) und den Polizeivollzugsdienst (bzw. Vollzugspolizei). Die Polizeibehörden wiederum gliedern sich in allgemeine und besondere Polizeibehörden.
Die Polizeibehörden sind grundsätzlich für die polizeilichen Aufgaben zuständig. Sie übernehmen die Aufgabe die einzelnen Bereiche des öffentlichen Lebens auf bestehende Gefahren hin zu überwachen und diese – in der Regel durch schriftliche Verfügung (Verwaltungsakt) – abzuwehren.
Ist die Polizeibehörde nicht bzw. nicht rechtzeitig erreichbar, gilt die Eilzuständigkeit des Polizeivollzugsdienstes für unaufschiebbare vorläufige Maßnahmen. Darüber hinaus nimmt der Polizeivollzugsdienst ihm ausdrücklich zugewiesene Aufgaben wahr. Für gewisse Bereiche gibt es Parallelzuständigkeiten (z. B. Platzverweis), Alleinzuständigkeiten der Polizeibehörden (Einziehung) oder Alleinzuständigkeiten des Polizeivollzugsdienstes (Datenabgleich mit polizeilichen Dateien).
Die gemeindlichen Vollzugsbediensteten des kommunalen Ordnungsdienstes sind nicht Angehörige des Polizeivollzugsdienstes, sondern gehören zur Ortspolizeibehörde. Sie haben aber im Rahmen ihrer auf den Gemeindebereich beschränkten Aufgaben die Stellung von Polizeibeamten.
Die Länder Baden-Württemberg, Bremen und Saarland sind dem Einheitssystem zuzuordnen. Sachsen ist mit seiner Polizeirechtsnovelle 2020 zum Trennsystem gewechselt, verwendet aber den Begriff der „Polizeibehörde“ weiterhin ebenfalls in dem eben beschriebenen Sinn.

#### Vergleich von Trennungs- und Einheitssystem
Die Aufgabenbereiche des Polizeivollzugsdienstes im Einheitssystems gleichen denen der Polizei im Trennungssystems. Die Aufgabenbereiche der Polizeibehörden im Einheitssystem gleichen denen der Ordnungsbehörden (in Bayern Sicherheitsbehörde) im Trennungssystem.

### Die öffentliche Wahrnehmung des Trennungssystems (Nordrhein-Westfalen)
Durch die Gestaltung des Trennungssystems ist in Nordrhein-Westfalen zwischen Polizei und Ordnungsbehörden zu differenzieren. Dabei ist der Unterschied in der öffentlichen Wahrnehmung weniger auf den Aufgabenbereich, sondern auf die verschiedenen Handlungsmittel zurückzuführen.
Die Polizei bekämpft typischerweise nahe liegende Gefahren rasch und unbürokratisch „vor Ort“ und nimmt zugleich die Aufgaben nach § 163 StPO wahr. Ihre Charakteristika sind:
- Außendienst,
- Sachnähe,
- Schnelligkeit der Gefahrenbekämpfung,
- Mündlichkeit und Formlosigkeit.

Die Ordnungsbehörden arbeiten demgegenüber typischerweise bürokratisch-verwaltungsmäßig am Schreibtisch und bekämpfen Gefahren, die sich nicht sofort realisieren. Ihre Charakteristika sind:
- Innendienst,
- Sachferne,
- Gefahrenbekämpfung durch Verfügung,
- Schriftlichkeit und Förmlichkeit.

Dieses Bild von Aufgabenwahrnehmung entspricht der in Preußen üblichen Dreiteilung der Polizei in Kriminal-, Schutz- und Verwaltungspolizei. Heute wird weitgehend von einer Zweiteilung der Polizei in Vollzugs- und Verwaltungspolizei (Ordnungsverwaltung) gesprochen. Allerdings ist diese Einteilung nicht absolut (und damit teilweise irreführend). Auch bei der so genannten „Vollzugspolizei“ werden weiterhin verwaltungspolizeiliche Aufgaben (Innere Verwaltung, Waffen- und Versammlungsrecht) erledigt, und die sogenannte „Verwaltungspolizei“ (Ordnungsverwaltung) nimmt unbestritten vollzugspolizeiliche Aufgaben wahr. Seit dem viele Kommunen in Nordrhein-Westfalen Ende der 1990er Jahre aufgrund des sich ausweitenden Personalmangels bei der Landespolizei und den daraus resultierenden Sicherheitsproblemen in den Städten dazu übergegangen sind, uniformierte Außendienste aufzustellen, ist diese alte Einteilung auch nicht mehr haltbar. Dem Grunde nach bestehen in Nordrhein-Westfalen zwei unabhängige Polizeibehörden, die jeweils für sich Vollzugs- und Verwaltungsaufgaben erledigen.

### Die Zuständigkeiten der Polizei- und Ordnungsbehörden (Nordrhein-Westfalen)
Sowohl den Polizei- als auch den Ordnungsbehörden ist die Aufgabe der Gefahrenabwehr übertragen worden. Damit stellt sich in Ländern mit Trennungssystem die Frage der Zuständigkeitsabgrenzung. Damit die Aufgabe der Gefahrenabwehr von den allgemeinen und besonderen Polizei- und Ordnungsbehörden zugleich umfassend und überschneidungsfrei wahrgenommen wird, gelten Subsidiarität und Spezialität. Das spezielle Gesetz soll vor dem allgemeinen angewendet werden, und die gründlichere Gefahrenabwehr vom Schreibtisch aus ist der weniger gründlichen vor Ort vorzuziehen. Zugleich ist es besser, wenn weniger gründlich vor Ort als gar nicht gehandelt oder wenn eher das allgemeine Gesetz als gar keines angewendet wird. Nur ausnahmsweise existieren parallele Zuständigkeiten.
Das Handeln der Polizei ist subsidiär gegenüber dem gefahrenabwehrenden Handeln der Ordnungsbehörden. Grundsätzlich sind Gefahrenabwehraufgaben den Ordnungsbehörden zu übertragen. Die Polizei wird im Bereich der Gefahrenabwehr nur tätig, soweit ein zumindest vorläufiges Handeln unaufschiebbar ist und das Handeln der Ordnungsbehörden nicht oder nicht rechtzeitig möglich erscheint (Eil- oder Eilfallkompetenz der Polizei, Recht des ersten Zugriffs). Polizeiliches Eingreifen bietet sich namentlich an, wenn einer Ordnungsbehörde die notwendigen Befugnisse, Vollzugskräfte, Sachmittel oder Sachkenntnisse fehlen.
Handelt die Polizei, so stützt sie ihre vorläufigen Maßnahmen nicht auf die eigentlich einschlägigen ordnungsbehördlichen, sondern auf ihre eigenen Befugnisse. Hat die Polizei gehandelt, muss sie die Ordnungsbehörde unterrichten, damit diese gegebenenfalls weitere Schritte veranlassen kann. Zudem muss die Polizei den Ordnungsbehörden Vollzugshilfe leisten.
Die in Erweiterung der traditionellen Aufgabenzuweisung entstandenen Aufgaben der vorbeugenden Bekämpfung von Straftaten und der Vorbereitung auf künftige Gefahrenabwehr sind nach nordrhein-westfälischem Landesrecht (§ 1 PolG NRW) ausschließlich Aufgabe der Polizei. Die nordrhein-westfälische Polizei ist neben der Gefahrenabwehr zuständig für die Erforschung und Verfolgung von Straftaten und Ordnungswidrigkeiten (§ 163 StPO, §§ 53 bis 55 OWiG) sowie die Überwachung des Straßenverkehrs. Die nordrhein-westfälischen Ordnungsbehörden sind neben der Gefahrenabwehr zuständig für die Erforschung und Verfolgung von Ordnungswidrigkeiten und die Überwachung des ruhenden Verkehrs. Maßnahmen der Ordnungsbehörden (als Polizei im materiellen Sinne) sind im Rahmen der Erforschung von Straftaten (§ 163 StPO) durch Bundesrecht nicht ausgeschlossen. Eine entsprechende Zuständigkeitszuweisung besteht aber nach Landesrecht nicht.

### Ordnungspolizei Hessen
In Hessen gibt es seit dem 15. Dezember 2004, nachdem das Hessische Sicherheits- und Ordnungsgesetz (HSOG) dahingehend geändert wurde, dass kommunale Hilfspolizeibeamte des Ordnungsamtes die Bezeichnung „Ordnungspolizeibeamter“ führen und ihre Behörden somit den Namen „Ordnungspolizei“ tragen dürfen. Hintergrund dieser Regelung sind Veränderungen im Aufgabengebiet vieler hessischer Ordnungsämter oder Kommunalverwaltungen, die mehr und mehr auch klassische vollzugspolizeiliche Aufgaben übernehmen.

### Beispiel Kommunalpolizei Darmstadt und Stadtpolizei Frankfurt am Main
Behörden wie die Stadtpolizei Frankfurt am Main und die Kommunalpolizei Darmstadt haben eine Sonderstellung in Hessen. Die Bediensteten sind den Beamten der Landespolizei gleichgestellt (§ 99 HSOG, Hilfspolizeibeamter). Diese haben im Rahmen ihrer Aufgaben die Befugnisse von Polizeivollzugsbeamten und haben somit die gleichen Aufgaben und Befugnisse wie die Hessische Polizei. Diese Befugnisse haben alle in Hessen ausgebildeten Hilfspolizeibeamten durch den § 99 Abs. 4 sowie § 114 Satz 1 HSOG.
Die ursprüngliche Benennung als „Ordnungspolizei“ erwies sich als wenig vorteilhaft, weil die Bezeichnung historisch durch ihre Verwendung in der NS-Zeit belastet ist (siehe Ordnungspolizei). Nach entsprechenden Beschwerden wurden am 2. November 2005 in den Städten Frankfurt am Main und Darmstadt die Aufschriften von den bereits mit „Ordnungspolizei“ beschrifteten Fahrzeugen wieder entfernt.